# Wendell Wyatt
Wendell Wyatt (ur. 15 czerwca 1917 w Eugene w Oregonie, zm. 28 stycznia 2009) – amerykański polityk związany z Partią Republikańską.
W latach 1964–1975 był przedstawicielem pierwszego okręgu wyborczego w stanie Oregon w Izbie Reprezentantów Stanów Zjednoczonych.